# Razboina, Tărgoviște
Razboina (în bulgară Разбойна) este un sat în comuna Tărgoviște, regiunea Tărgoviște,  Bulgaria. 

## Demografie
Componența etnică a satului Razboina
     Turci (62,63%)
     Nicio identificare (3,73%)
     Bulgari (32,08%)
     Romi (0,87%)
     Altele (0,65%)
La recensământul din 2011, populația satului Razboina era de 455 locuitori. Din punct de vedere etnic, majoritatea locuitorilor (62,63%) erau turci, cu o minoritate de bulgari (32,08%). Pentru 3,73% din locuitori nu este cunoscută apartenența etnică.